# プラット・アンド・ホイットニー PW2000

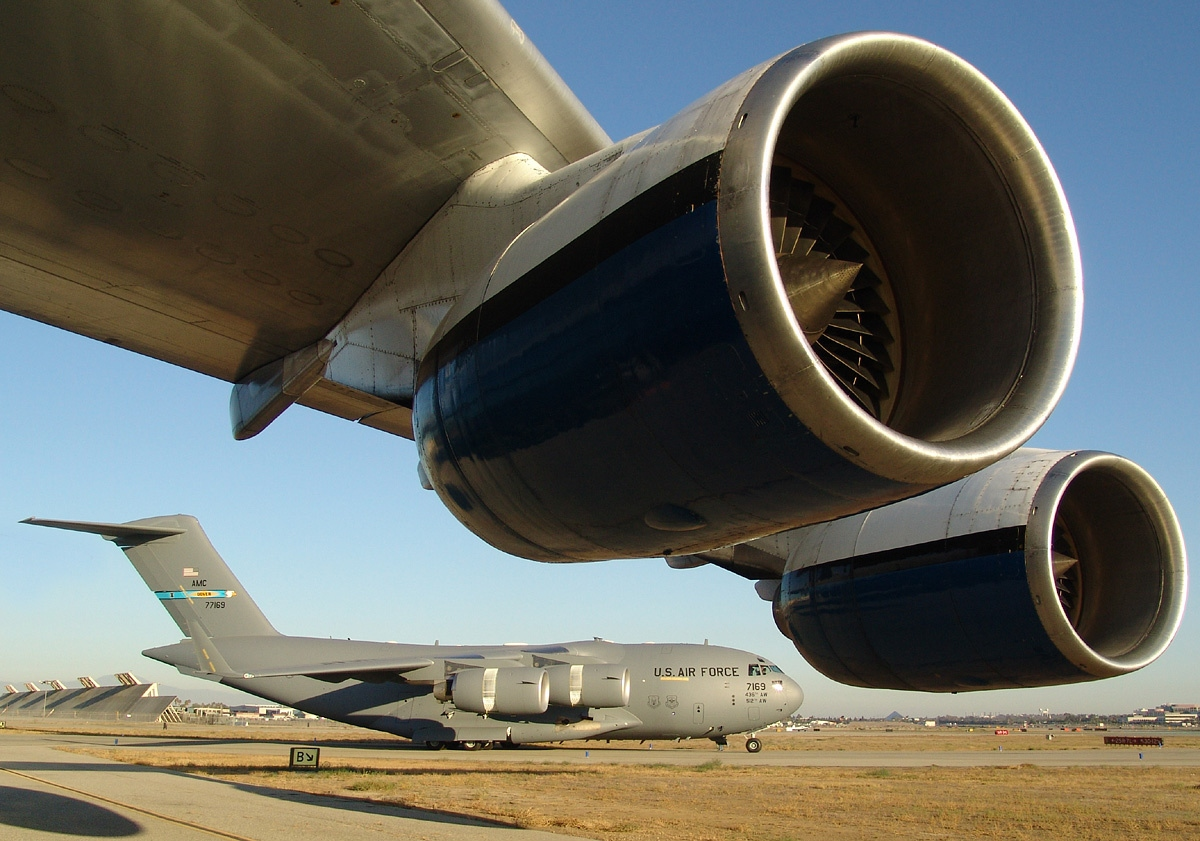
C-17に装備されたF117

PW2000は、軍用のF117としても知られる高バイパスターボファンエンジンで、推力は37,000-43,000 lbf（165-190 kN）である。プラット・アンド・ホイットニーがボーイング757の動力として開発した。これらのエンジンはロールス・ロイス RB211と競合する。

## 設計と開発
PW2000は2軸式、軸流式圧縮機、アニュラ型燃焼器、高バイパスターボファン、2重系統の完全デジタルエンジン制御（FADEC）システムを備える。1984年に民間用としては初めてとなるFADEC搭載の航空用エンジンとして認証された。
MTUエアロ・エンジンズがエンジンの21.2%の権利を保有し、低圧タービンとタービン外殻の開発と同様に低圧タービン、タービン外殻、高圧圧縮機と高圧タービンの構成要素の重要な部品の製造を受け持つ。
最初のPW2000シリーズのエンジンであるPW2037はボーイング 757-200の動力としてデルタ航空をローンチカスタマーとして民間航空仕様のエンジンが運行開始された。
B757以外の機種で使用されるPW2000は、同様にC-17 グローブマスターIII軍用輸送機の動力として使用される; アメリカ国防総省の制式名称はF117で、C-17ではF117-PW-100が使用される。C-17に搭載されて初飛行したのは1991年である。
PW2000は、Il-96Mの動力でもあり、1993年にこのエンジンを搭載したIl-96Mが初飛行した
2008年10月16日、NTSBはFAAにPW2037型エンジンが2008年8月に想定外のタービンの事故が起きたことにより緊急の点検をするように勧告した。NTSBは、FAAにPW2037 エンジンの点検を飛行時間や飛行頻度にかかわらず、なおかつ定期検査の間隔を狭めて再検査するように勧告した。
現在、製造される最新の標準型は、1994年に開発されたPW2043である。推力は43,000lbf（190kN）以上である。以前のエンジンもPW2043型に改修可能である。

## 搭載機
- ボーイング757
  - C-32
- Il-96M
- C-17 グローブマスターIII

## 仕様 (F117-PW-100)

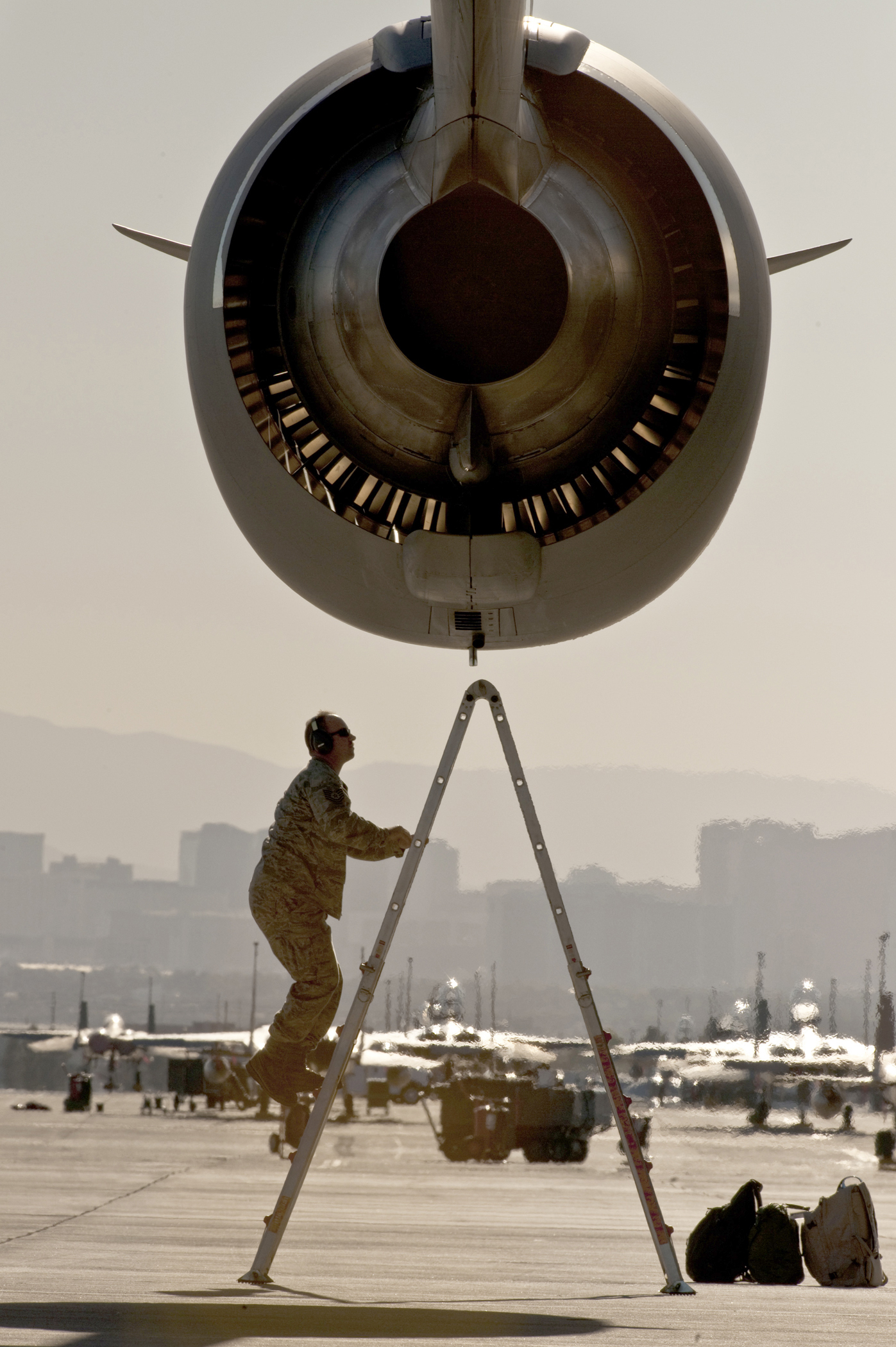
飛行の合間に点検を受けるC-17 グローブマスターIII搭載のF117

一般的特性
- 形式: ターボファン
バイパス比 6.0
- 全長: 146.8インチ (3,729 mm)
- 直径: 84.5インチ (2,146 mm)
- 乾燥重量: 7,100ポンド (3,221 kg)

構成要素
- 圧縮機: 軸流式
- 燃焼器: アニュラ型
- タービン: 8段軸流式
- 使用燃料: Jet-A 航空用ケロシン

性能
- 推力: 38,400–43,734重量ポンド (170.81–194.54 kN)
- 全圧縮比（英語版）: 27.6-31.2
- 出力重量比:

出典: “F-117-PW-100”.   Pratt & Whitney. 2013年7月10日閲覧。